# Gustavo Noboa
Gustavo José Joaquín Noboa Bejarano (ur. 21 sierpnia 1937 w Guayaquil, zm. 16 lutego 2021 w Miami) – ekwadorski polityk i prawnik, rektor Uniwersytetu w Guayaquil w latach 1986–1996, wiceprezydent od 1998 do 2000, prezydent Ekwadoru od stycznia 2000 do stycznia 2003. W wyborach występował z ramienia Demokracji Ludowej (Unión Demócrata Cristiana). Objął urząd po tym, jak odsunięty został od władzy prezydent Jamil Mahuad. Samego Noboę oskarżono wkrótce o nadużycia. W lutym 2003 zbiegł z kraju.